# Polícia estadual
A Polícia estadual  é a polícia territorial, com atuação dentro dos limites das unidades autônomas que formam um estado nacional federativo. O Brasil, a Austrália, o Canadá, os Estados Unidos e outros países possuem forças policiais assemelhadas, também, designadas como polícias provinciais. Em alguns países, as mesmas responsabilidades pertencem às polícias nacionais.em caso de compulsoriedade a polícia estadual cumpre o papel legal de reintrodução social ao respectivo dano

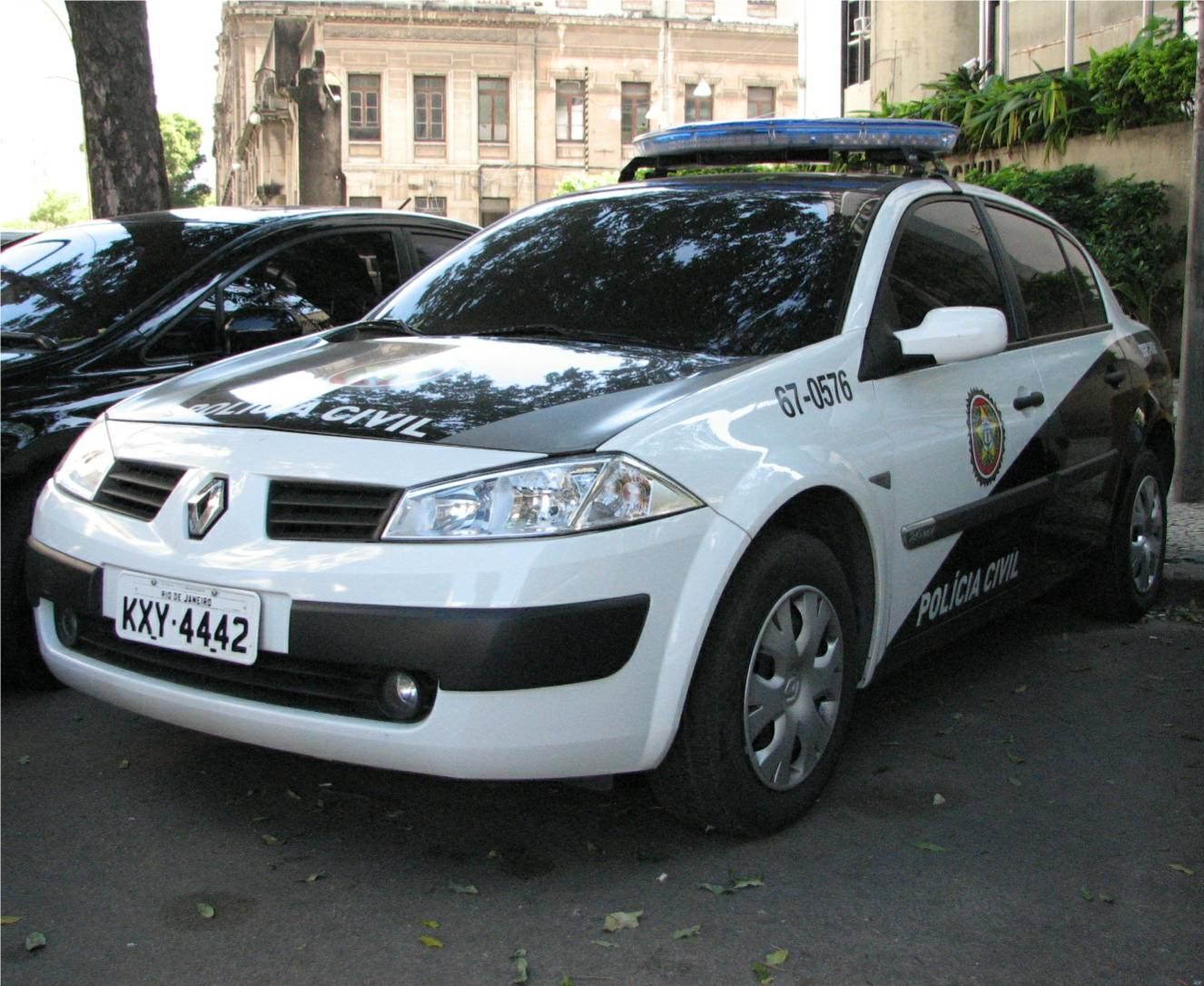
Viatura da Polícia Civil do Estado do Rio de Janeiro

## Alemanha
O Landespolizei (ou LaPo) é um termo utilizado na República Federal da Alemanha para designar as autoridades policiais e respectivas corporações que desempenham funções de aplicação da lei no âmbito dos dezesseis estados alemães.
Esse país conta com uma Polícia Federal, com atuação em toda a nação.

## Austrália
Cada estado da Austrália tem sua própria força policial. Municípios não têm forças policiais e declinam essa competência para as forças policiais dos estados que abrangem as suas respectivas áreas geográficas. A Austrália possui uma força policial nacional, a Polícia Federal Australiana, cujo papel é fazer cumprir as leis da Commonwealth, tanto o direito penal como as normas  civis e  proteger os interesses da comunidade, tanto interna como internacionalmente. A AFP, entretanto, é responsável pelo policiamento do distrito federal australiano, do Território da Baía Jervis e de outros territórios externos, tais como a Ilha Norfolk.

## Brasil
Cada estado brasileiro tem duas polícias estaduais:
- A  Polícia Militar -  corporação militar, responsável pela polícia ostensiva e preservação da ordem pública, desempenhando as suas funções com o uso de fardamento.
- A Policia Civil – polícia judiciária, encarregada da apuração das infrações penais através da investigação criminal e da informação policial.[3]

## Canadá

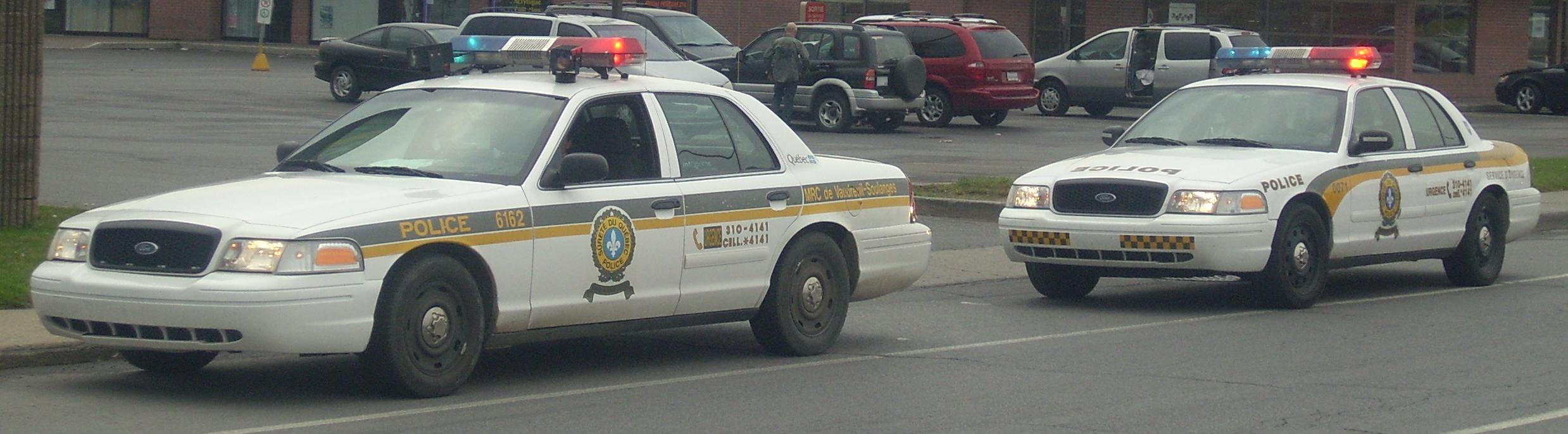
Carros patrulha da Polícia de Quebec

No Canadá, o policiamento é prioritariamente uma responsabilidade provincial, mas apenas três províncias  têm serviços de polícia: Ontário (Ontario Provincial Police), Quebec (Sûreté du Québec) e Terra Nova e Labrador (Royal Terra Nova).
As demais províncias contratam todos os serviços policiais da Royal Canadian Mounted Police (RCMP), corporação que tem a competência para executar o  policiamento federal de todo o território do Canadá.
Alguns municípios mantêm em áreas urbanas o seu próprio serviço de policia, como Toronto (Toronto Police Service) e York (York Regional Police), Montreal (Serviço de polícia da cidade de Montreal) e a cidade de Quebec (Serviço de polícia da cidade de Quebec).

## Espanha
Várias comunas ou  nacionalidades no Reino da Espanha possuem os seus próprios serviços policiais, polícias comunitárias como a Ertzaintza, no País Basco, a Polícia da Catalunha, na Catalunha e a Policía Foral, em Navarra.
De abrangência nacional existem o Corpo Nacional de Polícia e a Guarda Civil

## Estados Unidos
Nos Estados Unidos a ideia de polícia estadual se traduz por uma corporação única da estrutura do governo estadual, tendo autoridade no respectivo território para realizar as atividades policiais, inclusive as investigações criminais.

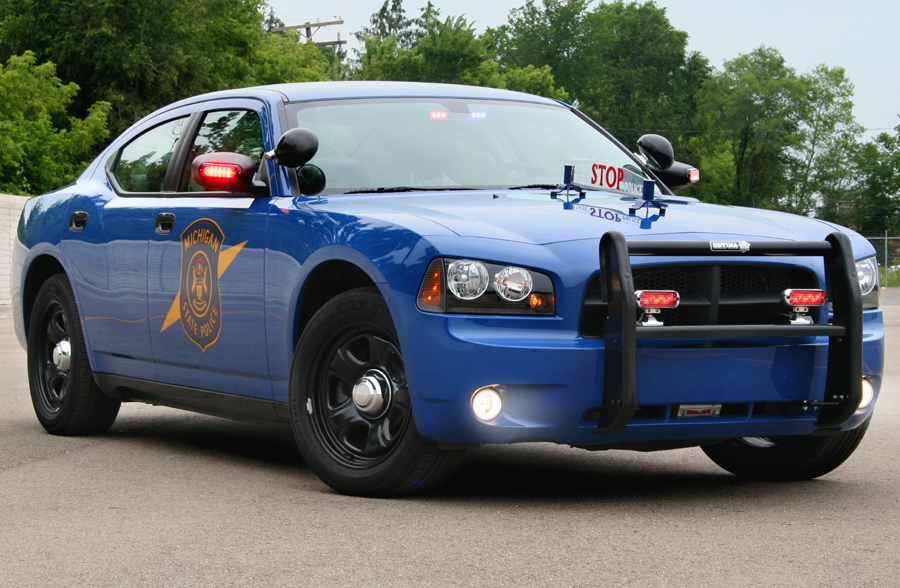
Dodge Charger da Polícia do Estado de Michigan

Em geral, elas desempenham funções fora da jurisdição dos municípios (de competência dos xerifes), como a fiscalização das leis de trânsito nas estradas estaduais através da execução da polícia rodoviária, a proteção da pessoa do governador, a formação de novos funcionários de polícia das forças dos condados, muito pequenas para manter uma academia de polícia, a prestação de serviços de apoio científico e tecnológico relativos à investigação criminal, a coordenação multi-tarefa em casos de maior  gravidade, emergenciais ou de calamidade pública.
Subordinadas aos Departamento de Segurança Pública (Department of Public Safety), existem as  seguintes polícias estaduais:
Arkansas State Police, Connecticut State Police, Delaware State Police, Idaho State Police, Illinois State Police, Indiana State Police, Kentucky State Police, Louisiana State Police, Maine State Police, Maryland State Police, Massachusetts State Police, Michigan State Police, New Hampshire State Police, New Jersey State Police, New Mexico State Police, New York State Police, Oregon State Police, Pennsylvania State Police,  Rhode Island State Police, Vermont State Police, Virginia State Police e West Virginia State Police.
A Alaska State Police, em 1967 passou a ser denominada como Alaska State Troopers.
A  Califórnia State Police (CSP) foi incorporada pela Polícia Rodoviária da Califórnia (California Highway Patrol), em 1995. Em Arkansas, além da polícia estadual, existe a Polícia Rodoviária de Arkansas.

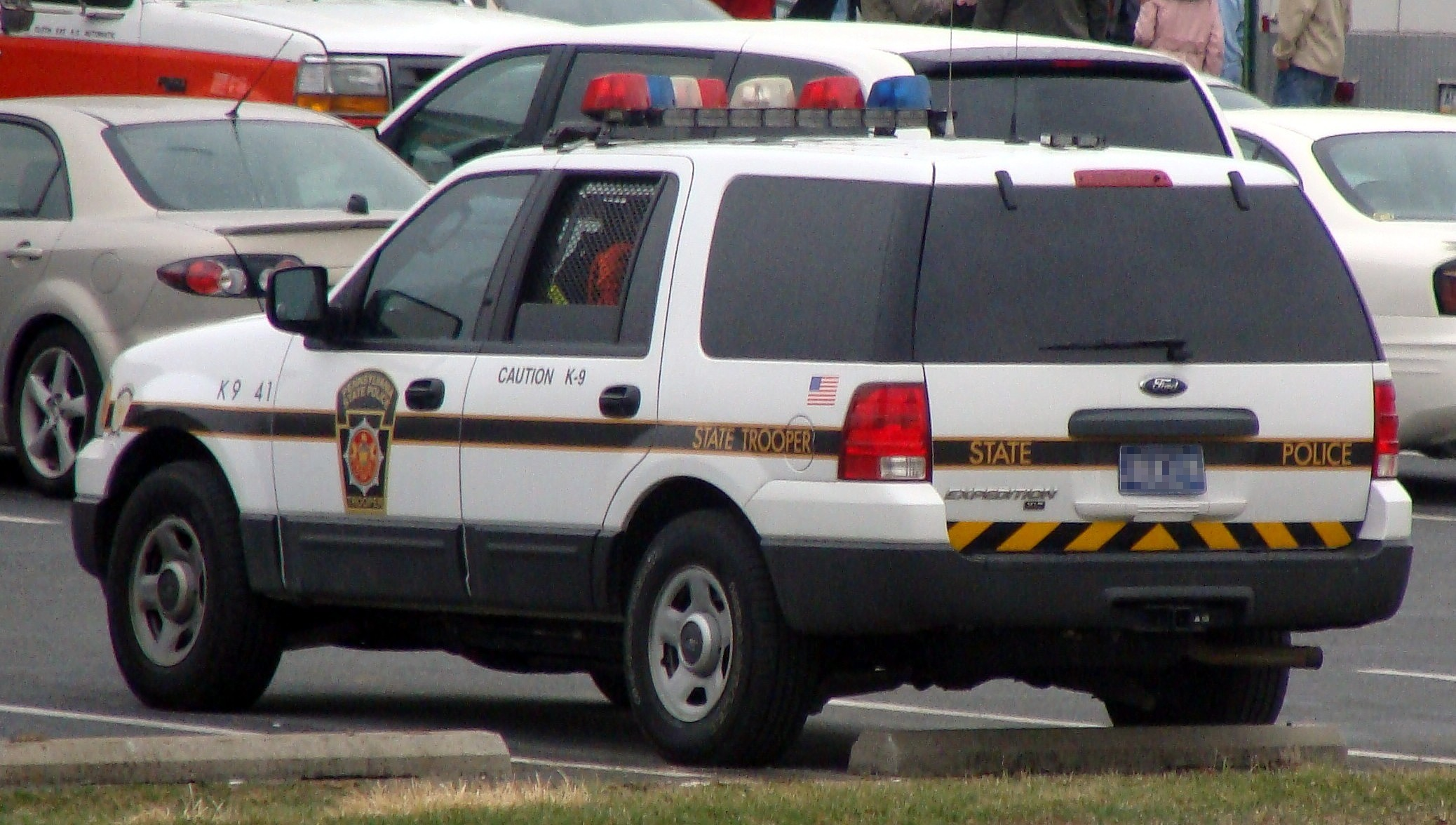
Veículo da Polícia da Pensilvânia

Com a denominação de  Departamento de Segurança Pública (DPS), funciona  no Havaí o Hawaii Department of Public Safety.  Outras unidades federativas, também, possuem DPS's:
Alabama, Alaska, Arizona, Colorado, Geórgia, Havaí, Iowa, Minnesota, Mississippi, Missouri, Nevada, North Carolina, Ohio, Oklahoma, Carolina do Sul, Dakota do Sul, Tennessee, Texas e Utah.
A partir de julho de 1969 o Departamento de Policia da Flórida foi reestruturado com o nome de Florida Department of Law Enforcement (FDLE).

## Índia
Cada estado tem uma polícia estadual, liderada pelo DGP (Diretor Geral de Polícia). A polícia estadual é responsável por manter a lei e a ordem nos municípios do estado e nas áreas rurais.
Além da polícia do estado, as grandes cidades têm as suas próprias forças policiais, as Polícias Metropolitanas. A polícia metropolitana pode ou não estar subordinada à polícia estadual.

## Itália
A Polícia do Estado (Polizia di Stato), é uma das três  polícias nacionais da Itália, e, portanto, não é uma polícia provincial ou estadual. Ela desempenha as funções gerais de uma  polícia completa ao lado dos Carabineiros (Carabinieri). A Guarda das Finanças (Guardia di Finanza), corresponde a uma polícia  marítima e de fronteiras.
A Polizia Provinciale é um termo geral usado para identificar as corporações de atuação local de natureza administrativa, como as guardas municipais brasileiras.

## Japão
Cada  província do Japão mantém a sua própria força policial, coordenadas pela Agência Nacional de Polícia (NPA). As polícias provinciais seguem o modelo de estrutura administrativa estabelecida pela NPA. Elas é que exercem as atribuições policiais de nível local, através das estações de polícia (distritos policiais).

## México
No México existem três níveis de polícia: federal, estadual e municipal. São sessenta e quatro polícias estaduais, divididas pelos trinta e um estados mexicanos e mais o distrito federal.
Em cada estado e no distrito federal funcionam as Polícias Preventivas, subordinadas aos governadores desses estados e responsáveis pela polícia ostensiva. Operam de forma descentralizada através dos distritos policiais ou “delegaciones”. As Polícias Judiciárias, subordinadas aos Ministérios Públicos, sob a direção destes desenvolvem as investigações criminais.